# Похилевич Лаврентій Іванович
Лавре́нтій Іва́нович Похиле́вич (10 (22) серпня 1816 , Горошків, Таращанський повіт, Київська губернія, Російська імперія  — 18 (30) березня 1893 , Воздвиженськ, Радомисльський повіт, Київська губернія, Російська імперія ) — український краєзнавець.

## Біографія

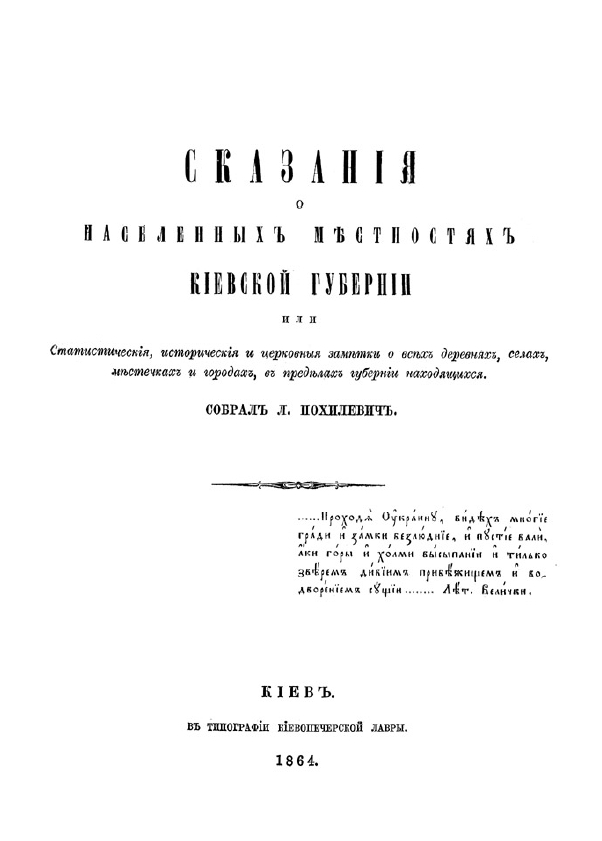
Обкладинка «Сказань…»

Народився 10 (22) серпня 1816 року в селі Горошкові Таращанського повіту Київської губернії (нині Тетіївського району Київської області). Походив із старого родового духівництва. Його батьки — настоятель церкви св. Івана Богослова села Горошкова о. Іван Мануїлович Похилевич і Марфа Іванівна Панасевич, дочка настоятеля церкви св. Івана Богослова села Литвинівки Івана Панасевича.
Про свого батька сам Похилевич писав у книзі: «При горошківській церкві священствував з жовтня 1815 по 1831 рік батько того, хто пише ці рядки Іоан Похилевич, померлий від холери у серпні 1831 року, у селі Литвинівка, куди він поїхав, цілком здоровим, ховати свого родича».
Працював службовцем у Київській духовній консисторії. 25 січня 1864 року звільнився зі служби у Київській духовній консисторії, де на той момент обіймав посаду помічника секретаря. Звільнення було повʼязане з переходом на службу секретарем у Київське губернське у селянських справах присутствіє. У 1864 році вийшла у світ його перша книга «Сказання про населені місцевості Київської губернії», над якою він працював 10 років. За неї в 1865 році він був нагороджений Малою Уварівською премією. В останні роки своєї кар'єри працював у Київському повітовому суді. У 1869 році пішов у відставку.
У 1872 році померла його мати й Лаврентій витратив близько двох років на розв'язання різноманітних юридичних проблем, що стосувалися спадку по ній. У 1877 році придбав у спадкоємців Марії Шебякіної 52 десятини придатної землі, 377 десятин лісу і 16 десятин непридатної землі при селі Воздвиженську Радомисльського повіту (нині Любимівка Вишгородського району). З того часу він оселився у селі, де провів останні 16 років.
Значнішою публікацією цього періоду стала книга «Уезды Киевский и Радомысльский. Статистические и исторические заметки о всех населенных местностях в этих уездах и с подробными картами их» (Київ, 1887 рік, 156 сторінок). Ця публікація Похилевича є надзвичайно рідкісною. У новому виданні з'явилось 150 поселень, про які не згадувалось у «Сказаннях…»
Помер 18 (30) березня 1893 року в с. Воздвиженськ, нині Любимівка Вишгородського району Київської області. Похований у церковній садибі, з вівтарного боку тамтешньої церкви Здвиження Хреста Господнього. Металевий литий надгробок на могилі прикрашений зображенням розгорнутої книги з написом: «Сказанія о населенныхъ мѣстностях Кіевской губерніи»:
|  | Надворный Совѣтникъ Лаврентій Ивановичъ Похилевичъ Авторъ «Сказаній о населенныхъ мѣстностях Кіевской губерніи» * 18VIII/1016. † 18III/1893 года. |

Могила Лаврентія Похилевича біля церкви Воздвиження Хреста
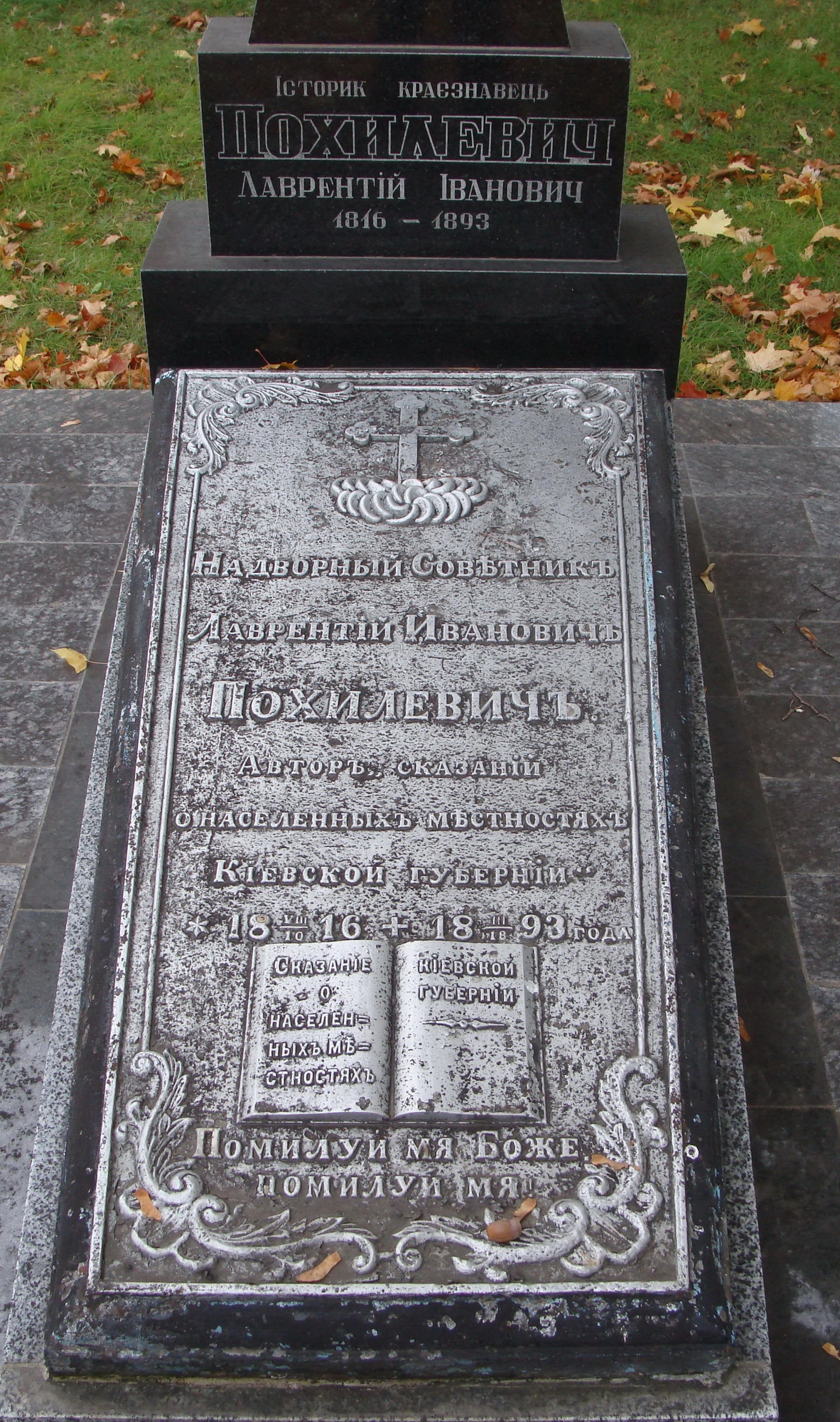
Автентична чавунна плита на могилі Лаврентія Похилевича

## Плутанина з іменем
На титульній сторінці та наприкінці передмови своєї найвідомішої праці «Сказания …» її укладач підписався як Л. Похилевич. Це призвело до плутанини, адже краєзнавці, зосереджені на дослідженнях своїх тем, часто не вдавалися до з'ясування таких подробиць. Так у деяких публікаціях укладач «Сказаний …» названий Леонтієм, а іноді навіть Леонідом Похилевичем. Тим часом джерельна база біографії Лаврентія Івановича Похилевича, зокрема й документи, що стосуються укладання та публікації «Сказаний …», не залишають жодних сумнівів щодо його справжнього імені. Йдеться про Лаврентія Івановича Похилевича, а решту «варіантів» слід віднести до неуважності його щирих послідовників.